# Okręg Montauban
Okręg Montauban (fr. Arrondissement de Montauban) – okręg w południowo-zachodniej Francji. Populacja wynosi 166 tysięcy.

## Podział administracyjny
W skład okręgu wchodzą następujące kantony:
- Caussade,
- Caylus,
- Grisolles,
- Lafrançaise,
- Molières,
- Monclar-de-Quercy,
- Montauban-1,
- Montauban-2,
- Montauban-3,
- Montauban-4,
- Montauban-5,
- Montauban-6,
- Montech,
- Montpezat-de-Quercy,
- Nègrepelisse,
- Saint-Antonin-Noble-Val,
- Verdun-sur-Garonne,
- Villebrumier.